# 미라 바이

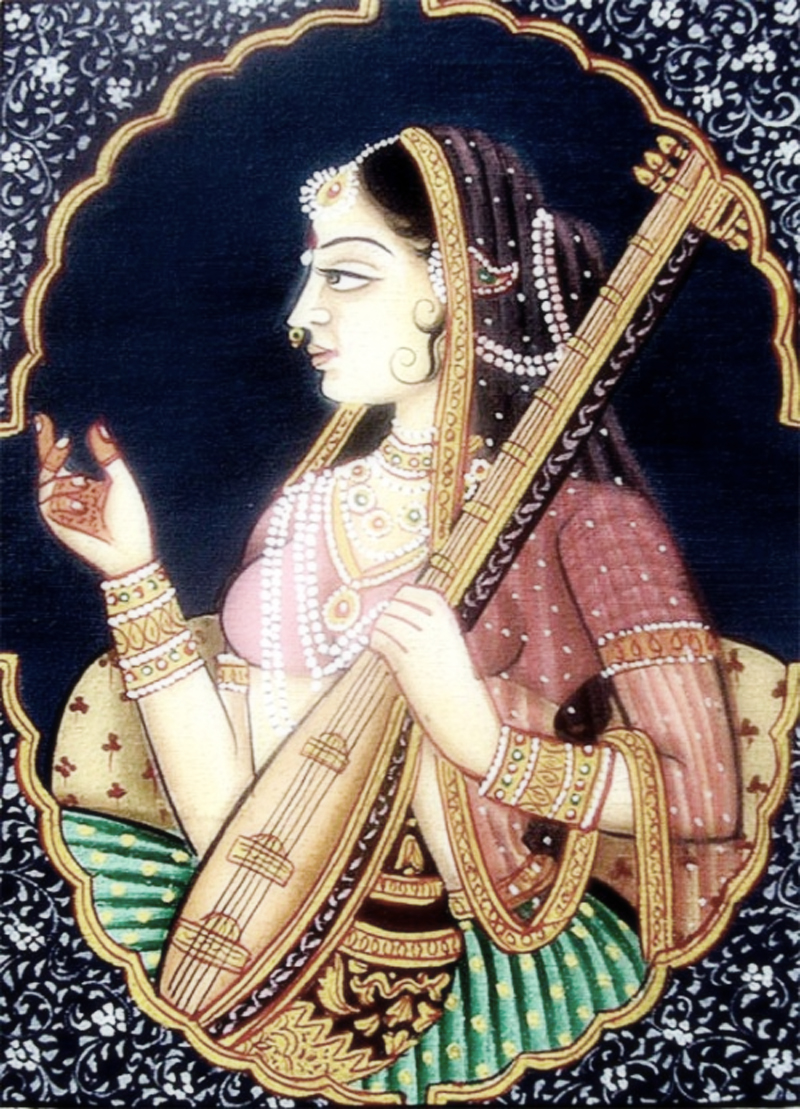

미라 바이(मीरां बाई, 1498년~1547년)는 인도의 힌디 시인이다. 그녀는 메와르 왕국의 왕 마하라나 상그람 싱의 아들 Bhoj Raj과 결혼했다. 젊어서 남편과 사별, 크리슈나 신앙에 생애를 바쳤다. 자신의 생활을 엮어 넣은 찬가집(讚歌集)으로 어떤 때는 무속성의 신을, 어떤 때는 크리슈나를, 또 어떤 때는 요가 행자(行者) 모습의 신을 찬미하고 있으나 연정과 이별의 슬픔에 대한 노래는 특히 뛰어났다. 남편에 대한 아내의 직접적인 사랑의 표현에는 제3자의 눈을 통해 사랑을 묘사한 다른 작가들에게서는 볼 수 없는 아름다움이 있다.

## 같이 보기
- 크리슈나